# North Pole
North Pole és una població dels Estats Units a l'estat d'Alaska. Segons el cens del 2007 tenia 2.183 habitants.

## Demografia
Segons el cens del 2000, North Pole tenia 1.570 habitants, 605 habitatges, i 381 famílies La densitat de població era de 144,3 habitants/km².
Dels 605 habitatges en un 38,5% hi vivien nens de menys de 18 anys, en un 47,9% hi vivien parelles casades, en un 11,4% dones solteres, i en un 36,9% no eren unitats familiars. En el 26,9% dels habitatges hi vivien persones soles el 4,6% de les quals corresponia a persones de 65 anys o més que vivien soles. El nombre mitjà de persones vivint en cada habitatge era de 2,58 i el nombre mitjà de persones que vivien en cada família era de 3,19.
Per edats la població es repartia de la següent manera: un 29,8% tenia menys de 18 anys, un 13,2% entre 18 i 24, un 33,3% entre 25 i 44, un 18,5% de 45 a 60 i un 5,2% 65 anys o més.
L'edat mediana era de 29 anys. Per cada 100 dones hi havia 110,7 homes. Per cada 100 dones de 18 o més anys hi havia 115,2 homes.
La renda mediana per habitatge era de 44.583 $ i la renda mediana per família de 54.583 $. Els homes tenien una renda mediana de 32.917 $ mentre que les dones 27.240 $. La renda per capita de la població era de 21.426 $. Aproximadament el 6,2% de les famílies i el 8,7% de la població estaven per davall del llindar de pobresa.

## Poblacions més properes
El següent diagrama mostra les poblacions més properes.